# Asplenium tabulare
Asplenium tabulare là một loài dương xỉ trong họ Aspleniaceae. Loài này được Schrad. mô tả khoa học đầu tiên năm 1818.
Danh pháp khoa học của loài này chưa được làm sáng tỏ. 